# ورم لقمي مسطح

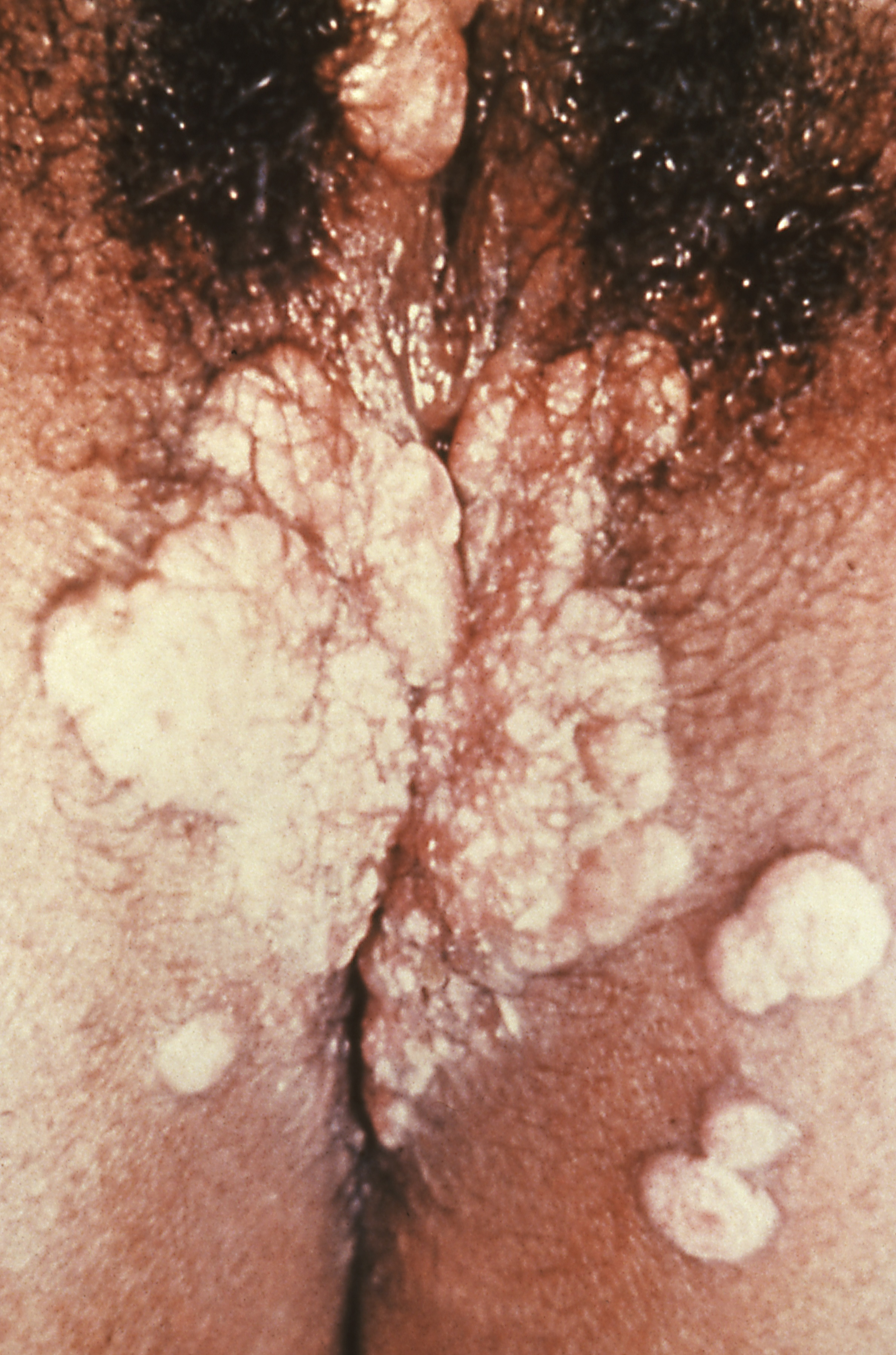

الورم اللقمي المسطح (بالإنجليزية: Condyloma lata)‏ هو افة جلدية؛ هو أحد أنواع الأورام اللقمية التي تنتمي لمجموعة الاعراض التي يتسم بهامرض الزهري الثانوي (SecondarySyphilis) والناجمة عن ملتوية، اللولبية الشاحبة. ترتفع الافة فوق سطح الجلد السليم، ويكون لونها أبيض مائلا إلى اللون الرمادي. تظهر في مناطق دافئة ورطبة من الجلد بشكل عام حول الأعضاء التناسلية في قرب القرحة الأولية، غالبا في منطقة العجان (perineum) أو حول فتحة الشرج. تظهر الافات نتيجة الانتشار المباشر لجراثيم اللولبية (Treponema) من القرحة الأولية (Ulcer)، وتظهر قبل ظهور اعراض مرض الزهري الثانوي، أو فورا بعد ظهورها.

## الاعراض
تترك هذه الآفات عقد تراكم عالية من اللولبيات وهي شديدة العدوى.تشفى عادة من تلقاء نفسها بدون حتى علاج بعد بضعة أيام لعدة أسابيع، وهناك بعض الادوية والكريمات التي تساعد على الشفاء.